# 江洪镇
江洪镇，是中华人民共和国广东省湛江市遂溪县下辖的一个乡镇级行政单位。

## 行政区划
江洪镇下辖以下地区：
江洪社区、大路村、北草村、四联村、坛头村、昌洋村、姑寮村、元发村和江北村。